# Roberto Suárez Pier
Roberto Suárez Pier, meglio noto come Róber (Oleiros, 16 febbraio 1995), è un calciatore spagnolo, difensore dello Sporting Gijón.

## Carriera
Cresciuto calcisticamente nelle giovanili del Deportivo La Coruña, fa il suo esordio in prima squadra il 2 dicembre 2015 in Coppa del Re contro il Llagostera. In Primera División esordisce il 12 marzo 2016 in occasione della sconfitta per 3-0 contro l'Atlético Madrid.
Il 6 luglio 2016 Róber viene ceduto in prestito al Levante, con cui vince il campionato di Segunda División. Il prestito viene rinnovato anche per i due anni successivi. Il 2 settembre 2019 viene acquistato a titolo definitivo dai Granotas, con cui firma un contratto quadriennale.

## Palmarès

### Club

#### Competizioni nazionali
- Segunda Division: 1

Levante: 2016-2017